# Kapelle St. Peter (Schaan)

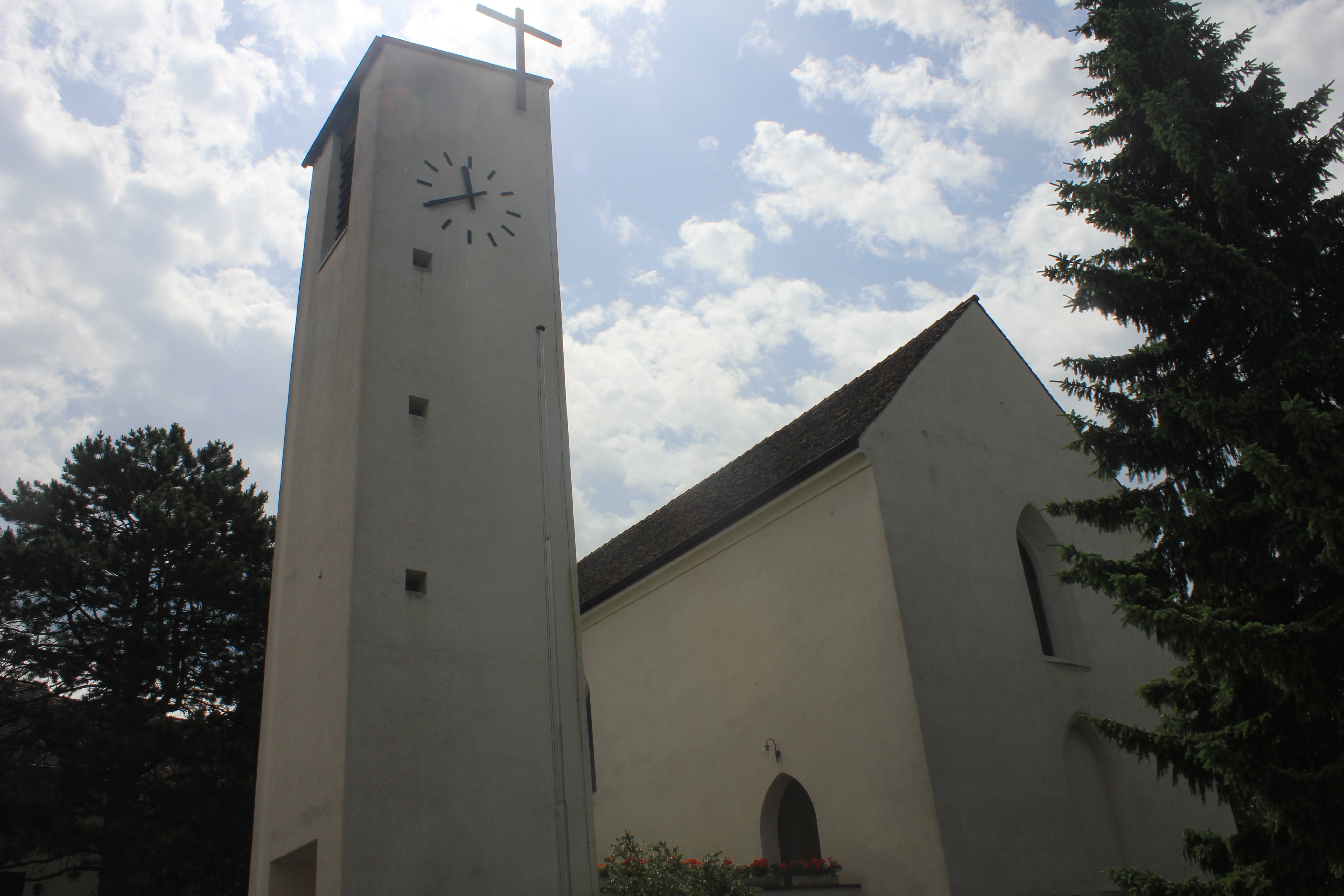
Kapelle St. Peter, Schaan

Die römisch-katholische Kapelle St. Peter in Schaan gilt als der älteste Sakralbau des Fürstentums Liechtenstein. Sie gehört zur Pfarrei St. Laurentius – Schaan und Planken im Erzbistum Vaduz.

## Geschichte

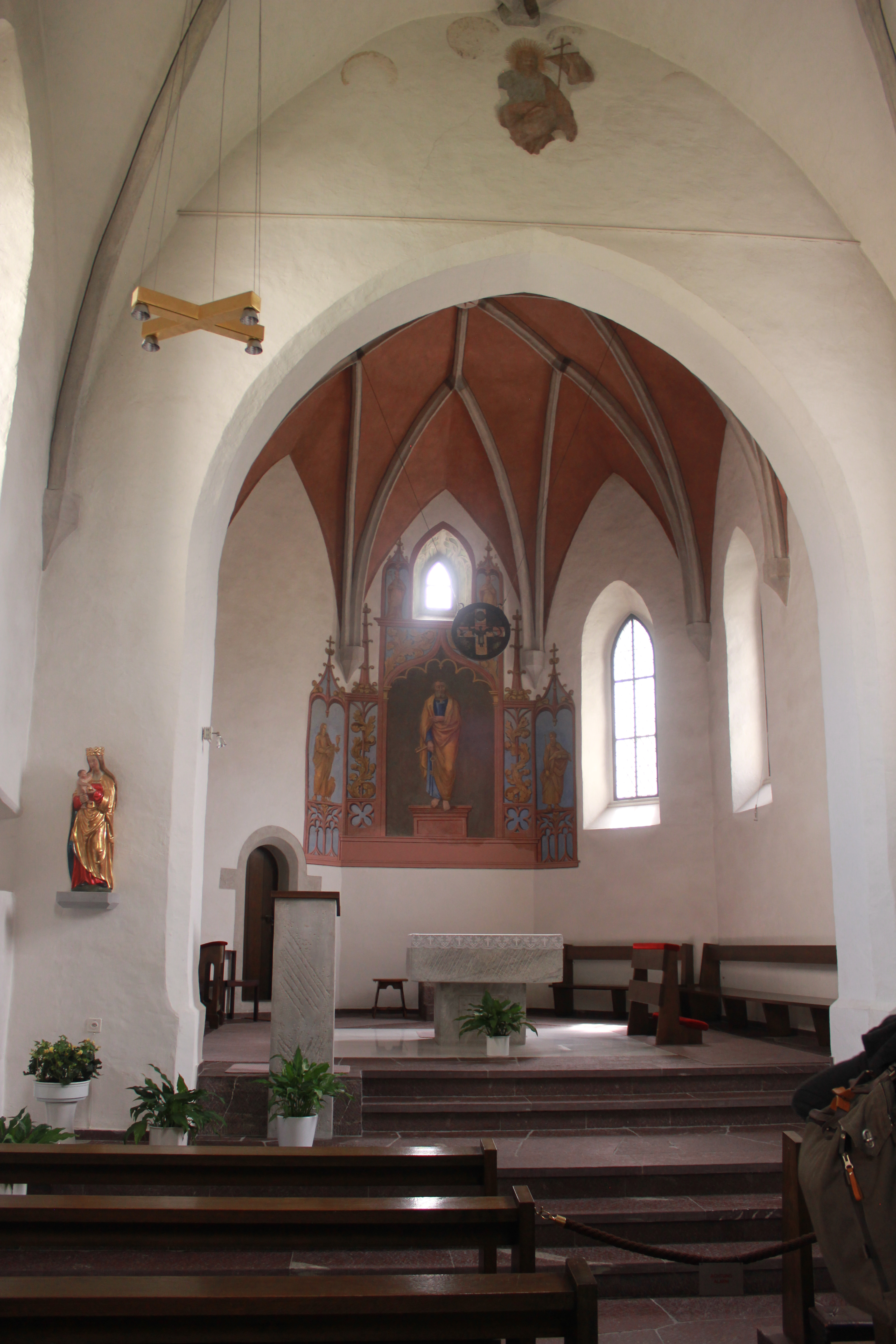
St. Peter innen

Aus Grabungen auf dem Gelände eines römischen Kastells weiß man von einem Kirchengebäude, dessen älteste Teile wohl auf das 5. Jahrhundert zurückgehen. In einem Dokument erwähnt wird eine «ecclesia St. Petri» an dieser Stelle erstmals in einem Ablassbrief von 1298.
Das heute sichtbare Gebäude geht auf einen Neubau in der zweiten Hälfte des 15. Jahrhunderts zurück. Aus Visitationsakten von 1639/40 ist ein Turm bekannt, in dem zwei Glocken vorhanden waren. Aus Akten vom Ende des 18. Jahrhunderts geht hervor, dass die Kapelle in schlechtem Zustand war. 1823 schenkte der Landesfürst Johann I. die Kapelle der Gemeinde Schaan. Im Jahr 1823 erfolgte dann eine Aussen- und Innenrenovierung. Von einem Grossbrand in Schaan im Jahr 1859 war auch die Peterskapelle stark in Mitleidenschaft gezogen worden. Nach ersten Instandsetzungen wurde sie 1851 neu geweiht. Weitere Bau- und Ausstattungsarbeiten folgten, so dass das Gebäude nach und nach ein neogotisches Aussehen erhielt: Die Westwand erhielt beispielsweise einen Treppengiebel, über dem ein Dachreiter errichtet wurde. Seitliche Fialen und die Bemalung der Westwand in Sgraffitotechnik gehörten ebenso dazu wie die neogotische Ausmalung des Chors im Innern. Bei einer Innenrenovierung 1915–1919 wurden Chor und Schiff mit ornamentaler Schablonenmalerei verziert und die Sockelzone des Schiffs mit Quadermalerei versehen.
Bei einer Renovierung in den Jahren 1961–1963 unter der Leitung des Architekten Hans Rheinberger wurden die vorigen Eingriffe wieder korrigiert: Treppengiebel, Fialen und Dachreiter verschwanden, dafür wurde ein neuer frei stehender Turm nach Art eines Campanile errichtet. Die Malereien an der Westseite wurden entfernt und der dortige Eingang verschlossen. Ein neuer Zugang wurde auf der Nordseite geschaffen. Im Innern wurde die Empore entfernt, ebenso die Malereien der Renovierung von 1915/1919, wodurch spätmittelalterlichen Wandmalereien freigelegt wurden. Eine Renovierung von 1995 diente der Sicherung und kleineren Korrekturen der Renovierung von 1961/1963.

## Beschreibung
Das geostete Sakralgebäude besteht aus dem Schiff mit steilem Satteldach, an das sich im Osten der leicht eingezogene überwölbte Chor mit Fünfachtelschluss anschließt. Im Osten ist an den Chor noch eine Sakristei angebaut. Im Norden steht der Anfang der 1960er Jahre neu hinzugekommene Kirchturm mit flach geneigtem Pultdach. An seiner Westseite ist ein großes Kreuz angebracht, das über die Trauflinie des Daches hinausragt. Dort ist auch ein Uhrzifferblatt zu sehen, auf der Südseite hat der Turm Schallöffnungen für die drei im Turm hängenden Glocken, die 1852 von der Glockengießerei Grassmayr (Feldkirch) gegossen wurden und Durchmesser von 67, 53 und 45 cm aufweisen. Auf der Westwand ist der frühere Zugang verschlossen, eine Nische zeigt aber seine Position an. Darüber befindet sich ein Spitzbogenfenster.

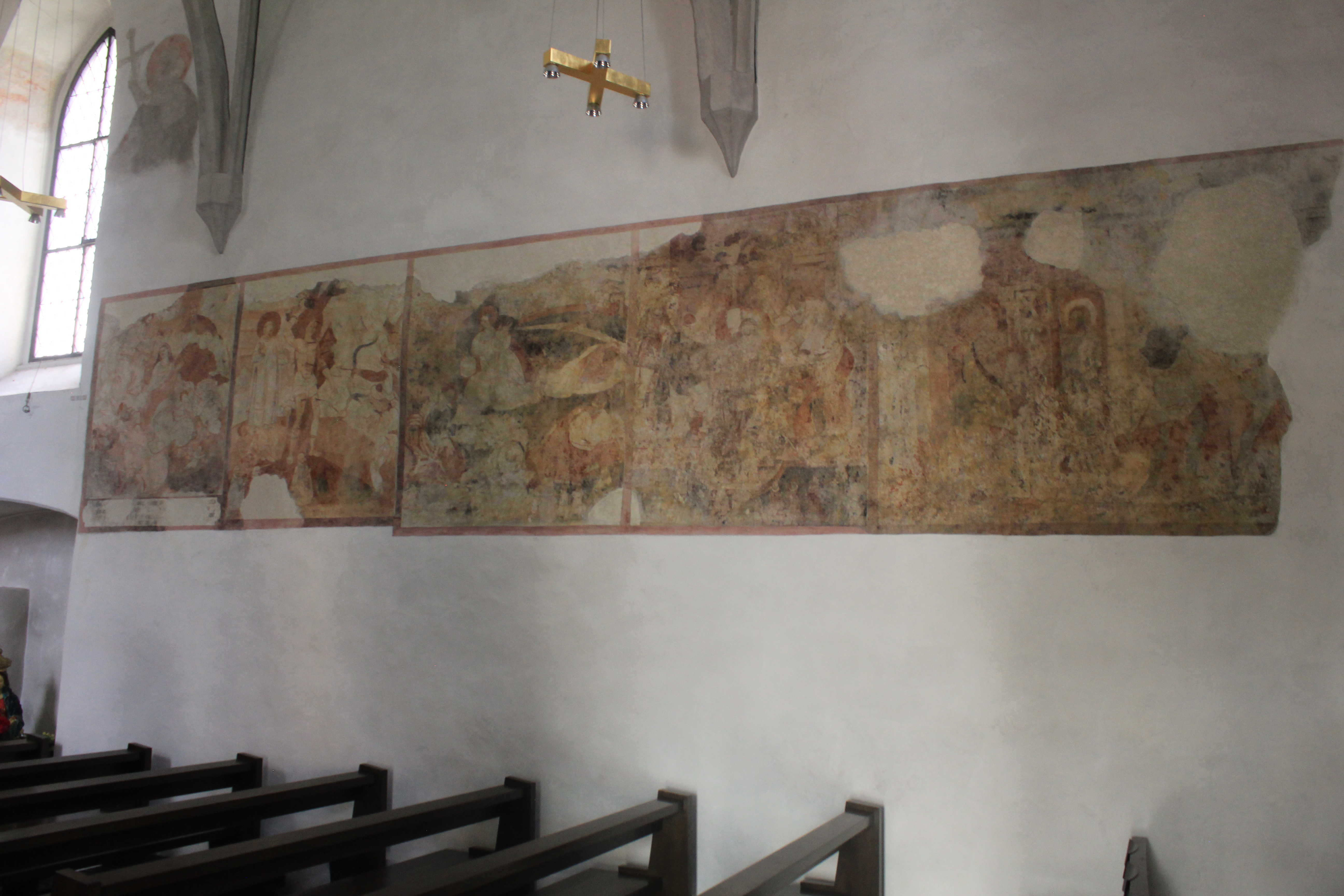
Fresken an der Südwand, 16. Jahrhundert

Im Innern sind das Schiff und der Chor je von einem Netzgewölbe überdeckt. Der Chor ist zwischen den Rippen rot ausgemalt. Der Chorbogen ist ein gedrückter Spitzbogen. Belichtet wird der Chor von drei Spitzbogenfenstern ohne Masswerk. Das Netzgewölbe über dem Kapellenschiff ist das einzige noch erhaltene überwölbte Laienschiff des Spätmittelalters im Fürstentum Liechtenstein. Belichtet wird das Schiff ebenfalls von drei masswerklosen Spitzbogenfenstern, eines an jeder Seitenwand und eines in der Rückwand.
In der Kirche wurden Wandmalereien in verschiedenen Jahrhunderten angebracht, manche überdeckt und wieder freigelegt, manche erneut überdeckt. Die ältesten Werke auf den Seitenwänden stammen wohl vom Ende des 15. Jahrhunderts. Sie wurden 1917 entdeckt, in der Folge aber wieder übertüncht und erst im Zuge der Erneuerungsarbeiten Anfang der 1960er Jahre endgültig freigelegt. Andere Darstellungen stammen vermutlich aus dem beginnenden 17. Jahrhundert sowie aus der Zeit nach dem Brand 1849.
1962/63 wurden der Chorraum mit Altar, Ambo und Priestersitzen neu ausgestattet, die vom Liechtensteiner Künstler Georg Malin geschaffen wurden. Auch das über dem Altar hängende Scheibenkreuz, ein Metallrelief des triumphierenden Christus stammt von Georg Malin. An der Chorbogenwand ist eine spätgotische süddeutsche Madonna mit Kind aus Holz und gefasst zu sehen, die Kopie einer etwa 90 cm hohen Figur, deren Original im Liechtensteinischen Landesmuseum aufbewahrt wird.
Seit 1977 ist in der Kapelle an der Westwand auch eine kleine Orgel zu finden. Es handelt sich um ein Instrument mit sieben Registern, das von der Manufaktur Mathis Orgelbau aus Näfels gebaut wurde.

## Nachweise
1. ↑  Orgelverzeichnis Schweiz und Liechtenstein: Kath. Kirche St. Peter, Schaan FL

Koordinaten: 47° 9′ 49,3″ N, 9° 30′ 33,4″ O; CH1903: 756988 / 225707